# Собор Девы Марии (Йоханнесбург)
Собор Девы Марии (Йоханнесбург) (англ. St Mary's Cathedral) — англиканский храм в городе Йоханнесбурге (ЮАР), кафедральный собор Йоханнесбургской епархии Англиканской церкви Южной Африки. Является памятником архитектуры.

## История
Идея строительства собора была выдвинута англиканским епископом Йоханнесбурга преподобным Иоанном Даррагые. Над проектом здания работали такие архитекторы как сэр Герберт Бейкер и Фрэнк Флеминг. В 1921 году была построена часовня, а 13 мая 1926 года началось строительство основной части собора. Строительство собора было завершено и освящено в праздник Святого Михаила и всех Ангелов 27 сентября 1929 года. В 1950-х годах Собор Девы Марии был одним из немногих церквей в центре Йоханнесбурга, где не действовали законы расовой сегрегации. В 1975 году Десмонд Туту стал первым чернокожим деканом этого собора. В апреле 1993 года тело южноафриканского политика и борца с режимом Апартеида Оливера Тамбо находилось в соборе, перед тем как он был похоронен в Бенони.

## Описание
Собор построен в романском стиле, разделён на три придела: придел Святого Иоанна Златоуста, часовню «Всех душ» в память о южноафриканцах, погибших в Первой мировой войне, и часовню Святого Духа. В интерьере собора преобладают белые оштукатуренные колонны и арки, глянцевый паркетный пол, витражи и простые деревянные скамьи.